# Mario Melanio Medina Salinas
Mario Melanio Medina Salinas (* 22. Oktober 1939 in Fernando de la Mora) ist ein paraguayischer römisch-katholischer Geistlicher und emeritierter Bischof von San Juan Bautista de las Misiones.

## Leben
Papst Paul VI. spendete ihm am 17. Mai 1970 auf dem Petersplatz in Rom das Sakrament der Priesterweihe für das Bistum San Juan Bautista de las Misiones.
Papst Johannes Paul II. ernannte ihn am 28. Juni 1980 zum ersten Bischof des mit gleichem Datum errichteten Bistums Benjamín Aceval. Die Bischofsweihe spendete ihm der Apostolische Nuntius in Paraguay, Erzbischof Joseph Mees, am 10. August desselben Jahres in der Kathedrale von Benjamín Aceval; Mitkonsekratoren waren Sinforiano Lucas Rojo OMI, Apostolischer Vikar von Pilcomayo, und Carlos Milcíades Villalba Aquino, Bischof von San Juan Bautista de las Misiones.
Am 8. Juli 1997 wurde er zum Koadjutorbischof von San Juan Bautista de las Misiones ernannt. Mit der Emeritierung Carlos Milcíades Villalba Aquinos folgte er ihm am 22. Juli 1999 als Bischof von San Juan Bautista de las Misiones nach.
Vom 5. Juli 2003 bis zum 12. September 2004 verwaltete er das vakante Bistum Encarnación als Apostolischer Administrator.
Papst Franziskus nahm am 16. Februar 2017 seinen altersbedingten Rücktritt an.